# Dr. Silvana & Cia. (álbum)
Dr. Silvana & Cia. é o primeiro álbum da banda carioca Dr. Silvana & Cia, lançado em 7 de outubro de 1985 pela gravadora Epic Records. Os sucessos do álbum foram "Eh! Oh!", "Serão Extra" e "Taca a Mãe pra Ver se Quica".

## Faixas
| N.º | Título                        | Compositor(es)                                 | Duração |  |
| 1.  | "Taca a Mãe pra Ver Se Quica" | Ricardo Zimetbaum, Cícero Pestana              |         |  |
| 2.  | "No Meio da Pista"            | Ricardo Zimetbaum                              |         |  |
| 3.  | "Coisa Mais Gostosa"          | Ricardo Zimetbaum                              |         |  |
| 4.  | "Eu Nunca Disse Que Não"      | Edu Lissovsky, Ricardo Zimetbaum, Marco Manela |         |  |
| 5.  | "Sem Sal nem Pimenta"         | Ricardo Zimetbaum                              |         |  |
| 6.  | "Pipoca Moderna"              | Jorge Soledade, Guilherme Brício               |         |  |
| 7.  | "Destruidora de Corações"     | Ricardo Zimetbaum                              |         |  |
| 8.  | "Se Assim for"                | Jorge Soledade, Ricardo Zimetbaum              |         |  |
| 9.  | "Serão Extra"                 | Ricardo Zimetbaum                              |         |  |
| 10. | "Eh! Oh!"                     | Ricardo Zimetbaum, Cícero Pestana              |         |  |